# Władimir Karpow
Władimir Wasiljewicz Karpow (ros. Влади́мир Васи́льевич Ка́рпов, ur. 28 lipca 1922 w Orenburgu, zm. 18 stycznia 2010 w Moskwie) – radziecki wojskowy i pisarz, I sekretarz Zarządu Związku Pisarzy ZSRR (1986–1991), Bohater Związku Radzieckiego (1944).

## Życiorys
Skończył szkołę średnią w Taszkencie, od 1939 żołnierz Armii Czerwonej, kursant wojskowej szkoły piechoty im. Lenina w Taszkencie. W latach 1941–1945 brał udział w wojnie ZSRR z Niemcami. Od października 1942 walczył na Froncie Kalinińskim, później był kolejno szeregowym, sierżantem i porucznikiem plutonu pieszego wywiadu 629 pułku 134 Dywizji Piechoty 39 Armii, od 1943 członek WKP(b). Wyróżnił się podczas operacji mającej na celu odzyskanie Smoleńska w sierpniu-wrześniu 1943, gdzie przyczynił się do wzięcia 35 jeńców, później w rejonie Witebska wykonał zadanie wyznaczone mu przez dowódcę 3 Frontu Białoruskiego Iwana Czerniachowskiego, podczas wykonywania którego został ranny. W 1947 ukończył Wojskową Akademię im. Frunzego, potem do 1954 pracował w Sztabie Generalnym, 1954 ukończył wieczorowo Instytut Literatury im. Gorkiego, 1954–1965 służył w Turkiestańskim Okręgu Wojskowym, m.in. w Mary, był dowódcą pułku i zastępcą dowódcy dywizji, 1965 zwolniony ze służby w stopniu pułkownika. Od 1962 członek Związku Pisarzy ZSRR, 1973–1975 I zastępca redaktora naczelnego pisma „Oktiabr”, 1979–1981 I zastępca redaktora naczelnego, a 1981–1986 redaktor naczelny pisma „Nowyj Mir”, 1986-1991 I sekretarz Zarządu Związku Pisarzy ZSRR. W latach 1986–1988 zastępca członka, a 1988–1991 członek KC KPZR. Deputowany do Rady Najwyższej ZSRR 11 kadencji (1984–1989).

## Odznaczenia i nagrody
- Złota Gwiazda Bohatera Związku Radzieckiego (4 czerwca 1944)
- Order Lenina (dwukrotnie)
- Order Rewolucji Październikowej (16 listopada 1984)
- Order Czerwonego Sztandaru (1 lutego 1944)
- Order Wojny Ojczyźnianej I klasy (11 marca 1985)
- Order Czerwonego Sztandaru Pracy
- Order Czerwonej Gwiazdy (dwukrotnie - 3 września 1943 i 31 grudnia 1956)
- Order „Za zasługi dla Ojczyzny” IV klasy
- Nagroda Państwowa ZSRR (1986)
- Nagroda Państwowa Uzbeckiej SRR (1970)
- Nagroda Ministerstwa Obrony ZSRR (1977)
- Nagroda im. Aleksandra Newskiego (2007)
- Medal „Za Odwagę” (12 stycznia 1943)
- Medal „Za zasługi bojowe” (19 listopada 1951)

I inne.